# Tűzoltás

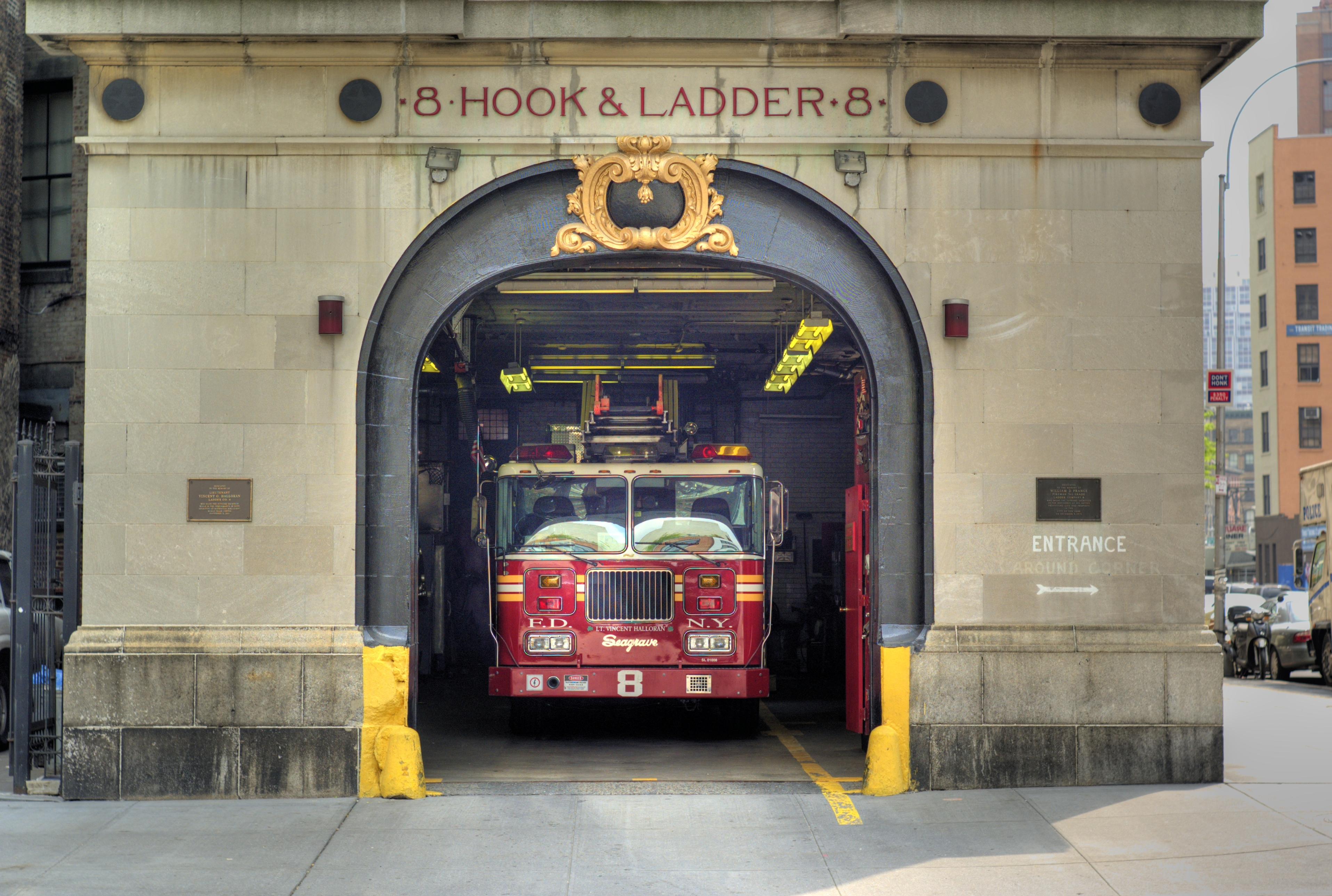
Indulásra kész tűzoltóautó New Yorkban

A tűzoltás olyan cselekmény, amely a pusztító tüzek eloltására irányul. A tűzoltó feladata, hogy megakadályozza emberek életének, környezetének és tulajdonának tűz általi lerombolását.

## Története

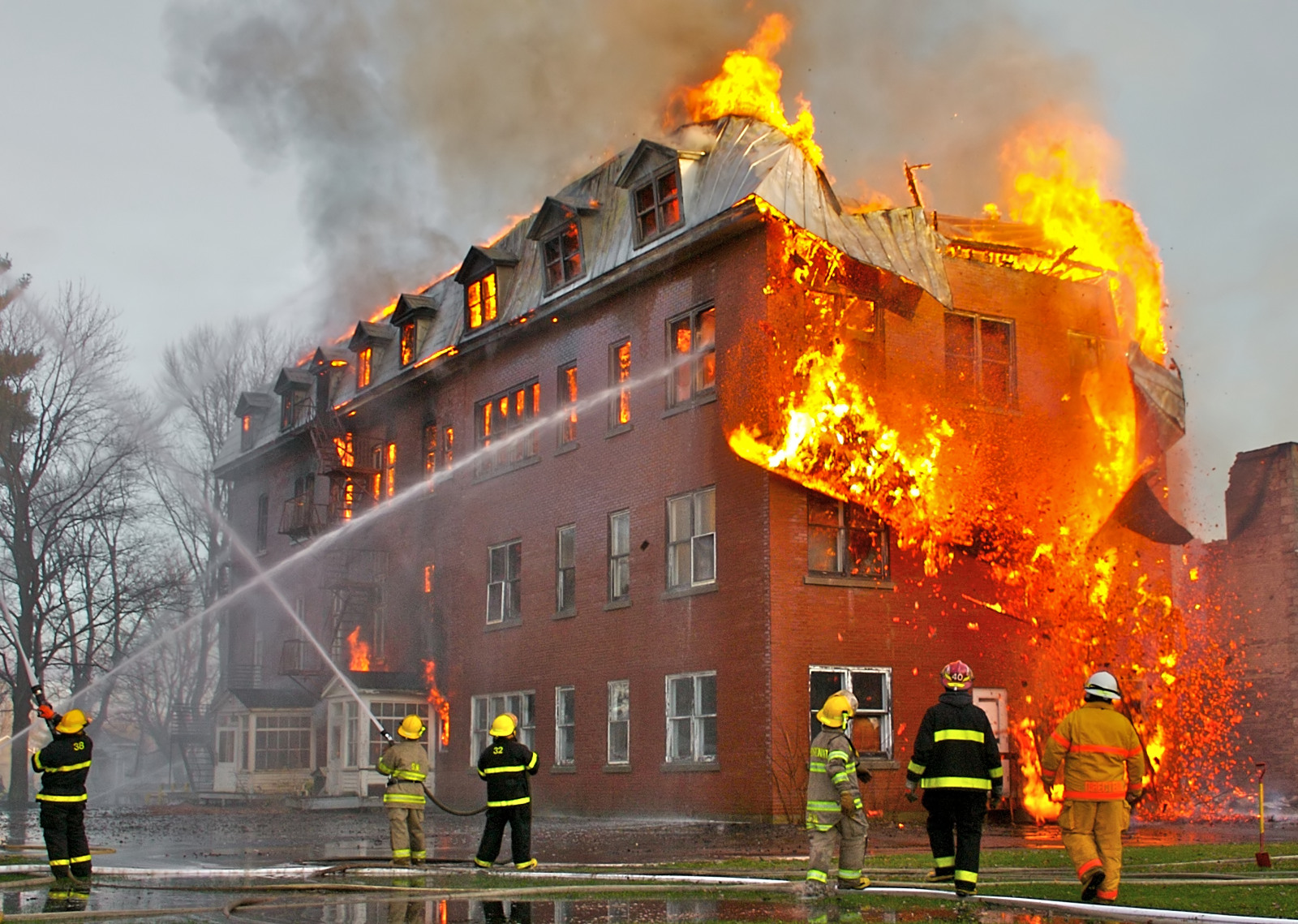
Tűzoltás (Massueville, Québec, Kanada)

A tűzoltás legrégebbi ismert ábrázolása a Ninive melletti Nimrudból származik. Ezen a kb. 2800 éves illusztráción az emberek hosszú nyelű kanalakkal öntözik a várból kidobált égő fáklyákat. Ktészibiosz és tanítványa, Hérón i. e. 250 körül megalkották az első tűzoltásra is alkalmas kéthengeres, szelepekkel ellátott nyomószivattyút, amely az idő múlásával feledésbe merült. A 15. századtól ún. vízipuskát, a 17. századtól ún. gólyanyakú fecskendőt használtak.
1672-ben feltalálták a nyomótömlőt, és a fecskendők légkazánnal való ellátását, ezzel jelentős fejlődést érve el a tűzoltás terén.
1829-ben Amerikában elkészítették az első működőképes gőzfecskendőt, amely kb. 630 liter vizet 28 méter magasra tudott fellőni. Ettől kezdve hanyagolni kezdték a kézi működtetésű tűzoltási módszereket, és egyre jobban próbáltak a gépi meghajtásúakra átállni. Magyarországon ezzel a gőzfecskendővel legelőször 1873-ban, Pesten oltottak tüzet. A 20. század elején jelentek meg az első villamos-, és belső égésű motorral meghajtott fecskendők. Majd a bevált dugattyús rendszert felváltotta a centrifugál-szivattyú, amelyet a mai, korszerű gépjárműfecskendőkön is alkalmaznak.
A második világháború után kezdték használni a porral, illetve habbal oltó fecskendőket.

### A szervezett tűzoltás kezdetei Magyarországon

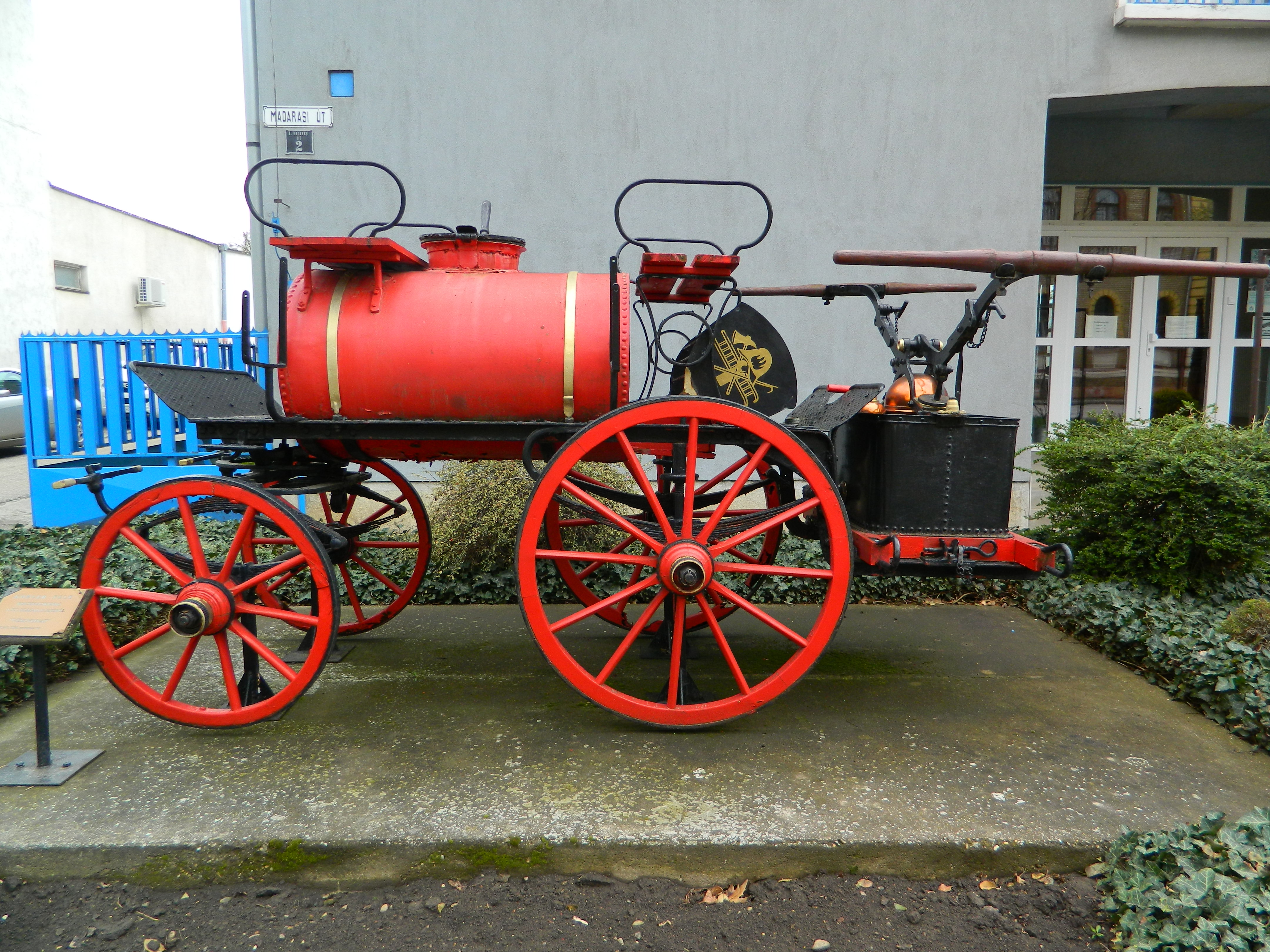
Köhler István tűzoltószer gyáros tűzoltószekere Karcagon

A szervezett tűzoltás elsőként 1835-ben Aradon, 1866-ban Sopronban, 1868-ban Esztergomban, 1870-ben Pesten kezdődött meg. Az elsők közt alakultak meg Komárom, Székesfehérvár és Gyula egységei is. 1871-ben alakult meg a Magyar Országos Tűzoltó Szövetség, amelynek elnökévé gróf Széchenyi Ödönt választották.

## A tűzoltók kötelezettségei
A tűzoltók elsődleges célja, hogy életeket mentsenek. De sok más, egy közösség életét javító, vagy épp megmentő szolgálatot is tesznek, mint például:
- Vészhelyzeti egészségügyi szolgáltatások, mentők segítése
- Veszélyes hulladékok kezelése
- Felkutatás és megmentés
- Katasztrófaelhárítás